# Rytířské klání o srdce dívek a paní
Rytířské klání o srdce dívek a paní byl středověký festival pořádaný pravidelně v Rosicích na přelomu 20. a 21. století.

## Průběh a program slavností
Cílem pořadatelů bylo oživit staré tradice rytířských klání, připomenutí slavných a udatných předků, držitelů rosického panství i království. V bitvách a kláních jsou tedy uváděny skutečné historické osobnosti, které mají k Rosicím nějaký vztah nebo se skutečných klání opravdu zúčastňovaly. Účastníci klání vystupovali v historickém odění z doby předrenesanční, bojovali spolu v klání historickými chladnými zbraněmi.
Festival probíhal poslední prázdninový víkend v srpnu. Program nebyl vždy stejný, ale v třídenním formátu se držel zhruba této osnovy: V pátek promítání historických filmů nebo koncert dobové hudby, v sobotu vrcholil hlavní program festivalu. Ráno bylo otevřeno historické tržiště. Před polednem probíhal průvod kostýmovaných účastníků klání městem. Průvod zastavoval před radnicí, kde bylo několik vybraných mužů slavnostně pasováno na rytíře. Odpoledne následoval turnaj - klání rytířů. Večer byl vyhrazen pro ohňostroj. Nedělní program byl zakončen dopolední bitvou. Během festivalu bylo možné navštívit divadelní představení v místním Kamenném divadle a zámeckou expozici.

## Umístění slavnosti
Většina akcí probíhala na nádvořích zámku Rosice a v jeho nejbližším okolí. Klání probíhalo zpočátku i v sokolovně. Historická bitva svou lokaci měnila častěji. V počátečních ročnících probíhala v okolí kaple Nejsvětější Trojice. Zde však narušovala klidovou lokalitu, a tak byla přemístěna nejprve do zámeckého parku, a po vybudování kolbiště v roce 2005 probíhala na něm. Kolbiště pod zámeckým parkem u Říčanského potoka se stalo také dějištěm jízdních soubojů rytířů.

## Historie
Iniciativa pořádání klání je spjata s Jaroslavem Dytrychem, dlouholetým kastelánem zámku a s na zámku domácí šermířskou skupinou Taranis. První ročník se uskutečnil 1992. V roce 2016 proběhl poslední z 25 ročníků klání.
Prvního ročníku se zúčastnilo asi 200 neplatících diváků. O druhém ročníku se na základě reportáže televize Premiéra dozvěděla spousta diváků a festival získal již napořád svou středověkou tvář. Třetí ročník v roce 1994 přinesl výrazné zvýšení počtu účastníků i diváků, díky propagaci v té době ojedinělé akce, program byl poprvé rozšířen na celý víkend, proběhla poprvé polní bitva a započalo budování tvrze v zámeckém příkopu
Festival vešel v širší známost i oblibu. V roce 1999 zde účinkovalo více než 700 účinkujících. V roce 2000 více než 600 účinkujících a přes 7000 prodaných vstupenek. Statistika klání pro rok 2001 udává 750 účinkujících z několika států a 3500 diváků. V roce 2005 vzniklo kolbiště pod zámkem. V roce 2006 bylo kolbiště uvedeno do provozu a souboje i bitvy již probíhaly na kolbišti. V roce 2007 proběhl festival 1. a 2. září. Po roce 2008 začal zájem o festival upadat. Podobné akce se začaly pořádat i v jiných místech, a konkurence tak převzala část obecenstva. Délka festivalu začala kolísat a od roku 2013 se program festivalu zúžil opět na jeden sobotní den. Dne 27. srpna 2016 proběhl poslední 25. ročník klání.